# Kanton Gueugnon
Kanton Gueugnon (francouzsky Canton de Gueugnon) je francouzský kanton v departementu Saône-et-Loire v regionu Burgundsko. Tvoří ho devět obcí.

## Obce kantonu
- La Chapelle-au-Mans
- Chassy
- Clessy
- Curdin
- Gueugnon
- Neuvy-Grandchamp
- Rigny-sur-Arroux
- Uxeau
- Vendenesse-sur-Arroux